# Râul Bădila
Râul Bădila este un curs de apă, afluent al Râmnicului Sărat. 